# Tripura
Tripura (bengalski: ত্রিপুরা) je indijska savezna država na sjeveroistoku zemlje.
Tripura je sa sjevera, juga i zapada okružena državom Bangladeš, dok se na istoku države nalaze indijske države Assam i Mizoram. Država ima 3.671.032 stanovnika i prostire se na 10.491,69 km2. Glavni grad države je Agratala.